# Jima (Azuay)
Jima ist eine Ortschaft und eine Parroquia rural („ländliches Kirchspiel“) im Kanton Sígsig der ecuadorianischen Provinz Azuay. Die Parroquia besitzt eine Fläche von 192,5 km². Die Einwohnerzahl lag im Jahr 2010 bei 2886.

## Lage
Die Parroquia Jima liegt an der Westflanke der Cordillera Real. Im Südosten reicht sie bis zu deren Hauptkamm mit Höhen von 3500 m. Das Gebiet erstreckt sich über das Quellgebiet des Río Pamar, ein linker Nebenfluss des Río Santa Bárbara. Der 2800 m hoch gelegene Ort Jima befindet sich 24 km südwestlich des Kantonshauptortes Sígsig sowie 32 km südlich der Provinzhauptstadt Cuenca.
Die Parroquia Jima grenzt im Südosten an die Parroquia San Miguel de Cuyes (Kanton Gualaquiza, Provinz Morona Santiago), im Südwesten an die Parroquia Nabón (Kanton Nabón), im äußersten Westen an die Parroquia Girón (Kanton Girón), im Nordwesten an die Parroquia Cumbe (Kanton Cuenca), im Norden an die Parroquias San José de Raranga und Ludo sowie im Nordosten an die Parroquia Cuchil.

## Geschichte
Die Parroquia Jima wurde am 12. November 1820 als „San Miguel de Jima“ gegründet.